# Luna Schaller
Luna Baptiste Schaller (Berlino, 9 novembre 2001) è un'attrice tedesca.

## Filmografia

### Cinema
- Caraba (2019)
- Nackte Tiere (2020)
- Il profumiere (2022)

### Televisione
- Come vendere droga online (in fretta) (Gerda, 2019-in corso)
- In aller Freundschaft - Die jungen Ärzte (7x12, 2021)